# Carlos Peguero
Carlos Angel Peguero D'Oleo (né le 22 février 1987 à Hondo Valle, Elías Piña, République dominicaine) est un voltigeur de la Ligue majeure de baseball.

## Carrière

### Ligues mineures
Carlos Peguero signe son premier contrat professionnel en 2005 avec les Mariners de Seattle. Dans les ligues mineures, le joueur de champ extérieur dominicain claque 31 circuits et amasse 98 points produits pour High Desert Mavericks de la Ligue de Californie en 2009. Graduant au niveau AAA en 2010, il frappe 23 circuits pour les West Tenn Diamond Jaxx de la Southern League. 
Ces succès lui valent un premier rappel par les Mariners de Seattle le 19 avril 2011 lorsque l'équipe est privée de Justin Smoak, dont le père vient de mourir, et se trouve avec une place pour un joueur de remplacement dans l'effectif.

### Mariners de Seattle

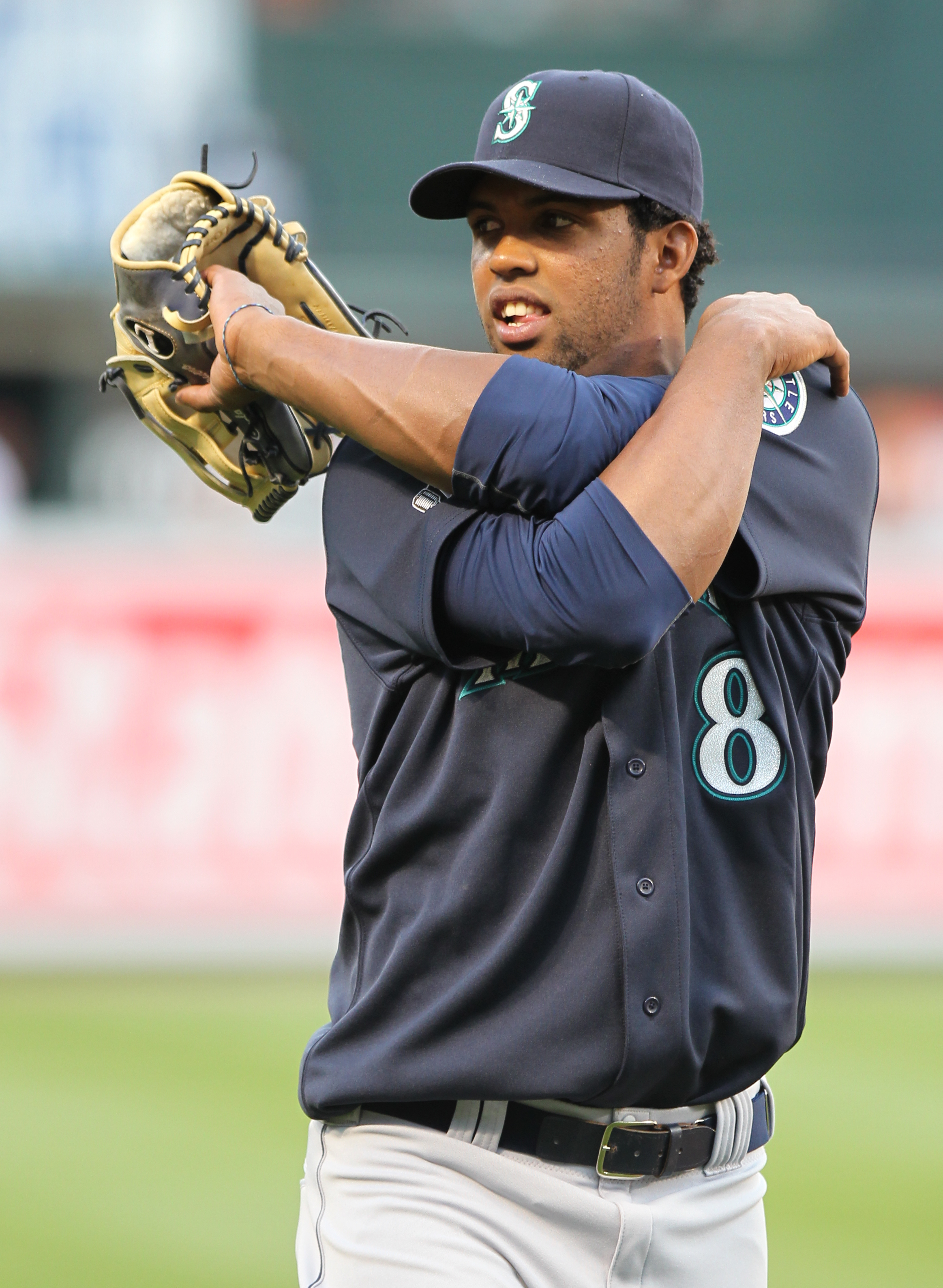
Carlos Pereguo en 2011 avec Seattle.

Carlos Peguero joue son premier match le 19 avril 2011 pour Seattle, face aux Tigers de Detroit. Il obtient son premier coup sûr dans les majeures d'un lanceur des Athletics d'Oakland, Brandon McCarthy, le 21 avril. Le 13 mai contre les Indians de Cleveland et leur lanceur Fausto Carmona, Peguero claque son premier coup de circuit. Il réussit 6 circuits et récolte 19 points produits en 46 matchs en 2011, mais ne frappe que pour une anémique moyenne au bâton de ,196. 
Peguero joue 17 matchs pour Seattle en 2012 et seulement deux en 2013. Au total, en 65 matchs joués pour ce club, il réussit 40 coups sûrs dont 9 circuits et affiche une moyenne au bâton de ,195 en 205 présences au bâton.

### Royals de Kansas City
Les Mariners transfèrent Peguero aux Royals de Kansas City le 29 janvier 2014. Il ne joue que 4 matchs avec le club et est libéré de son contrat en décembre suivant.

### Rangers du Texas
Peguero rejoint en 2015 les Rangers du Texas. Il ne frappe que pour ,186 de moyenne au bâton en 30 parties des Rangers.

### Red Sox de Boston
Le 27 mai 2015, les Rangers cèdent Peguero aux Red Sox de Boston contre un montant d'argent. Il ne joue que 4 matchs pour Boston et termine sa saison 2015 avec 4 circuits et une moyenne au bâton de ,187 en 34 parties jouées pour les Rangers et les Red Sox.

### Cardinals de Saint-Louis
Il signe un contrat avec les Cardinals de Saint-Louis le 22 janvier 2016.